# Манева, Цветана
Цвета́на Гео́ргиева Ма́нева (болг. Цветана Георгиева Манева; род. 30 января 1944, Пловдив, Болгария) — болгарская актриса театра, кино и телевидения, педагог. Народный артист НРБ (1982).

## Биография
Родилась в семье известного театрального актёра Георгия Манева. Дебютировала на сцене в 16-летнем возрасте в Пловдивском драматическом театре. В кино с 1963 года («Калоян»). В 1966 году окончила ВИТИС (мастерская Моиса Бениеша). В 1966—1979 годах — актриса Пловдивского драматического театра. В 1979—2000 годах — актриса театра «Слёзы и смех». В творческом багаже — роли в пьесах Еврипида, Шекспира, Мольера, Ибсена, Стриндберга, Йовкова и других мировых и болгарских драматургов. Снималась у ведущих болгарских режиссёров Дако Даковского, Юри Арнаудова, Бинки Желязковой и других. Активно участвовала в политической жизни страны. Избиралась кандидатом в члены ЦК БКП и депутатом Народного собрания Болгарии. В 1986—1987 годах — вице-председатель и альтернативный председатель Союза болгарских актёров. Является художественным руководителем Международного театрального фестиваля «Летняя Варна». С 1983 года преподаёт актёрское мастерство в Новом Болгарском университете в Софии, где в 1995 году становится профессором. Член БКП с 1959 года.
С 1977 года замужем за актёром Явором Милушевым

## Избранная фильмография

### Актриса
- 1962 — Зелёное чудовище / Das grüne Ungeheuer — кубинка (мини-сериал, ГДР)
- 1963 — Калоян / Калоян — Деница
- 1966 — Самая длинная ночь / Най-дългата нощ — немецкая секретарша
- 1967 — Шведские короли / Шведските крале — жена Благо
- 1972 — Автостоп / Автостоп — девушка
- 1972 — Третья после Солнца / Трета след слънцето — Лия (эпизод «Мой первый день»)
- 1973 — Последнее слово / Последната дума — учительница
- 1973 — Большая скука / Голямата скука — Грейс
- 1973 — Иван Кондарев / Иван Кондарев — Дуса (в советском прокате «Встревоженная тишина»)
- 1974 — Последний холостяк / Последният ерген — Йорданка
- 1974 — Трудная любовь / Трудна любов — Екатерина Наумова
- 1975 — Свадьбы Иоанна Асена / Сватбите на Йоан Асен — Ана
- 1975 — Начало дня / Началото на деня — Мария
- 1975 — Бунт / Буна — учительница
- 1976 — Съесть яблоко / Да изядеш ябълката — Мария
- 1976 — Вина / Вината — прокурор Снежа Хариева
- 1976 — Хирурги / Хирурзи — Панова
- 1976 — Гореть, чтобы светить / Изгори, за да светиш — Анна Крылова
- 1977 — Бассейн / Басейнът — Дора Божинова
- 1977 — Служебное положение — ординарец / Служебно положение ординарец — царица
- 1978 — Путь к Софии / Пътят към София (мини-сериал, Болгария—СССР)
- 1979 — Война ежей / Войната на таралежите — Добрева
- 1979 — Ночные бдения попа Вечерко / Нощните бдения на поп Вечерко — Милка
- 1980 — Воздушный человек / Въздушният човек
- 1980 — Белый танец / Дами канят — Велислава Пехливанова
- 1981 — Милость к живым / Милост за живите — доктор Филипова
- 1981 — Мера за меру / Мера според мера — Таша, бела Ица
- 1982 — Под одним небом / Под едно небе — Мария (Болгария—СССР)
- 1982 — За одну тройку / За една тройка — Несторова
- 1983 — Чёрное и белое / Черно и бяло — Жана
- 1983 — Дело 205/1913 / Дело 205/1913 П. К. Яворов
- 1983 — Почти ревизия / Почти ревизия — Василена (мини-сериал)
- 1984 — / Издирва се — Милкана
- 1984 — Опасные чары / Опасен чар — инспектор Ватева
- 1984 — Они ждут кого-нибудь? / Откога те чакам — сестра Николова
- 1985 — Ян Бибиян / Ян Бибиян — мать Яна Бибияна
- 1985 — Муж для мамы / Търси се съпруг за мама — мать Алека
- 1985 — Дело следователя / Забравете този случай — Мария
- 1985 — / Не се сърди, човече — Майчето
- 1985 — / Мечтание съм аз…
- 1985 — Похищение / Първание — мать Цветанки
- 1986 — Поэма / Поема — Мира
- 1986 — Мечтатели / Мечтатели — Вера Благоева
- 1987 — Антракт не нужен / Ненужен антракт — Благовеста Радева
- 1987 — Ночью по крышам / Нощем по покривите — Дияна Пеева (ТВ)
- 1989 — Брачные шутки / Брачни шеги — Супруга доцента Стефанова (эпизод Спасение)
- 1996 — Дурная кровь / Нечиста кръв — мать Софки (Сербия)
- 1996 — Оплаченное милосердие / Платено милосърдие — маркиза
- 1997 — Дон Кихот возвращается / Дон Кихот се завръща — Донна Тереза (Болгария—Россия)
- 2000 — Друиды / Vercingétorix: La légende du druide roi (Франция—Канада—Бельгия)
- 2001 — Жизнь как крыса / Съдбата като плъх — подруга отца
- 2002 — / Лист обрулен — Леля Гичка
- 2003 — Одна калория нежности / Една калория нежност — старуха
- 2004 — / Изпепеляване — мать Калины
- 2008 — Единственная история любви, о которой не написал Хемингуэй / Единствената любовна история, която Хемингуей не описа
- 2010 — За кадром / Зад кадър — мать Дианы
- 2011 — 2016 — Под прикрытием / Под прикритие — Цвета Андонова, мать Иво Андонов (сериал)
- 2013 — 2014 — Семья / Фамилията — Рени Ковачева (сериал)
- 2015 — Дело Петрова / Досието Петров
- 2018 — / Скъпи наследници — баба Злата
- 2018 — Вдали от берега / Далеч от брега

## Награды
- 1973 — Главный  приз Фестиваля Болгарских фильмов в Варне («Последнее слово»)
- 1975 — Заслуженный артист НРБ
- 1982 — Народный артист НРБ
- 2004 — орден «Стара планина»